# Vladimir Samsonov
Vladimir Samsonov (tiếng Belarus: Уладзімір Самсонаў, Łacinka: Uładzimir Samsonaŭ) (sinh 17 tháng 4 năm 1976 tại Minsk) là một vận động viên bóng bàn chuyên nghiệp người Belarus, xếp hạng 9 thế giới vào tháng 8 năm 2016. Ông được biết tới ở Trung Quốc như là "Tai Chi Master" vì lối đánh công thủ song toàn.